# Liste von Persönlichkeiten der Stadt Kitzingen
Die Liste von Persönlichkeiten der Stadt Kitzingen enthält alle Personen, die mit der unterfränkischen Stadt Kitzingen in Verbindung stehen. So werden alle berühmten, in der Stadt und ihren Stadtteilen geborenen Personen aufgezählt. Ebenso sind hier die Ehrenbürger des Ortes versammelt. Eine dritte Liste verzeichnet Persönlichkeiten, die mit Kitzingen verbunden sind oder hier lange Zeit wirkten.

## Personalgeschichte der Stadt Kitzingen
Kitzingen war im Mittelalter eine der drei einwohnerreichsten Städte im heutigen Unterfranken und brachte bereits in dieser Zeit eine Vielzahl an berühmten Persönlichkeiten hervor. In der feudalen Gesellschaft des Mittelalters hatten vor allem die Mitglieder des regionalen Adels die Chance, in bedeutende Positionen zu gelangen. Der Aufstieg zur Stadt war in Kitzingen eng mit dem Benediktinerinnenkloster verknüpft, das bereits im 8. Jahrhundert gegründet wurde. Mit dem Kloster ist, neben der Verwaltungs- und Repräsentationsarbeit der Äbtissinnen, auch das Wirken einiger Heiliger verbunden. Dazu gehört vor allem die heilige Hadeloga, deren Existenz zwar belegt ist, die allerdings lediglich in späteren Zuschreibungen als erste Äbtissin von Kitzingen ausgemacht wurde. Im Hochmittelalter war das Kloster ein geistliches Zentrum im Heiligen Römischen Reich. Hier wurde die heilige Elisabeth von Thüringen erzogen.
Die Stadt entwickelte sich im Laufe des Spätmittelalters zu einem Treffpunkt für Humanisten. In Kitzingen wurde mit Konrad Stürtzel der unter Kaiser Maximilian I. amtierende Hofkanzler des Heiligen Römischen Reiches geboren und der Wiener Geograph Ladislaus Sunthaym schuf um 1500 eine ausführliche Stadtbeschreibung. Die Annahme des lutherischen Bekenntnisses erfolgte in Kitzingen früh und wurde von Friedrich Bernbeck und Paul Eber vorangetrieben. Die ursprünglich fürstbischöflich würzburgische Stadt gelangte durch Verpfändung im Jahr 1443 an die Markgrafen von Brandenburg-Ansbach, die der evangelischen Konfession anhingen. Diese Geschichte führte zu einer starken konfessionellen Durchmischung, wobei sich im 16. Jahrhundert die Oberschicht der Stadt überwiegend aus Lutheranern rekrutierte.
Infolge des Dreißigjährigen Krieges, der für Kitzingen mit vielen Zerstörungen und großen Bevölkerungsverlusten einherging, verloren die Markgrafen ihren Einfluss über die Stadt. Die Würzburger Fürstbischöfe mussten allerdings eine lutherische Gemeinde im jetzt wieder mehrheitlich katholischen Kitzingen tolerieren. Dadurch entstand die im Barockzeitalter typische, konfessionelle Durchmischung der Stadtbevölkerung. In Kitzingen siedelten sich viele lutherische Künstler an, die von den Würzburger Fürstbischöfen auf den Baustellen in der Bistumsmetropole Würzburg herangezogen wurden. Der heutige Stadtteil Sickershausen entwickelte sich zeitgleich zu einem Anlaufpunkt für Botaniker wie den Odenwälder Christian Gottfried Daniel Nees von Esenbeck oder Ernst Friedrich Berger, die hier ihre Forschungen betrieben.
Mit der Industrialisierung im 19. Jahrhundert stieg die Stadt zu einem bedeutenden Zentrum für verschiedene Wirtschaftsbereiche auf. Allerdings setzten in Kitzingen diese Entwicklungen später ein und blieben, aufgrund des weiterhin vorherrschenden Konflikts zwischen den Konfessionen auch auf einem lediglich lokal bedeutsamen Niveau stehen. Dennoch brachte die Stadt mehrere Kaufleute und Unternehmer hervor. Bei der Rekrutierung des Nachwuchses spielte das 1871 gegründete Gymnasium eine große Rolle, das sich allerdings aus einer bereits im Spätmittelalter etablierten Lateinschule entwickelt hatte. Als typische Vertreter dieser Ära können die Vertreter der Familie Deuster gelten. Sie konnten durch den wirtschaftlichen Erfolg in den Adel des Königreichs Bayern aufsteigen und besetzten schließlich auch politische Ämter. Aus der Stadt gingen Landräte und Abgeordnete hervor.
Zu Beginn des 20. Jahrhunderts gehörte Kitzingen zu den Städten im Deutschen Kaiserreich, in denen eine besonders große jüdische Minderheit lebte und deren Vertreter vor allem als Weinhändler tätig waren. Der Aufstieg des Nationalsozialismus erfolgte in der lutherisch geprägten Stadt bereits früh. Die nach der sogenannten Machtergreifung begonnene Verfolgung und Vernichtung Andersdenkender führte zu einem Niedergang der Stadt Kitzingen und einer unter rassischen Vorzeichen eingeleitete Homogenisierung der Bevölkerung. Allerdings erlebte Kitzingen nach dem Zweiten Weltkrieg einen schnellen Wiederaufstieg. Hierzu trug auch die lange Tradition als Krankenhausstandort bei. Bis heute werden viele Persönlichkeiten, die im Umland der Stadt aufwachsen, in der Geburtsstation der Klinik zur Welt gebracht.

## Liste von Persönlichkeiten

### Söhne und Töchter der Stadt
Es wurden alle Personen aufgenommen, die in Kitzingen und seinen Ortsteilen geboren wurden und überregionale Bedeutung erlangten. Daneben sind auch Personen versammelt, die lediglich in Kitzingen selbst wirkten, aber einen Einfluss auf die Geschichte der Stadt hatten. Nicht aufgelistet sind die Mitglieder der Adels- und Bürgergeschlechter, die in Kitzingen und den Ortsteilen ihren Sitz hatten. Sie brachten vor allem im Mittelalter und der Frühen Neuzeit wichtige Persönlichkeiten hervor.

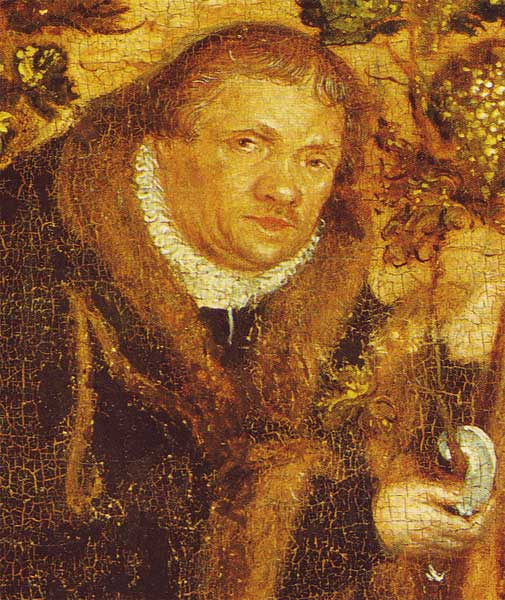
Paul Eber auf seinem Epitaph in Wittenberg

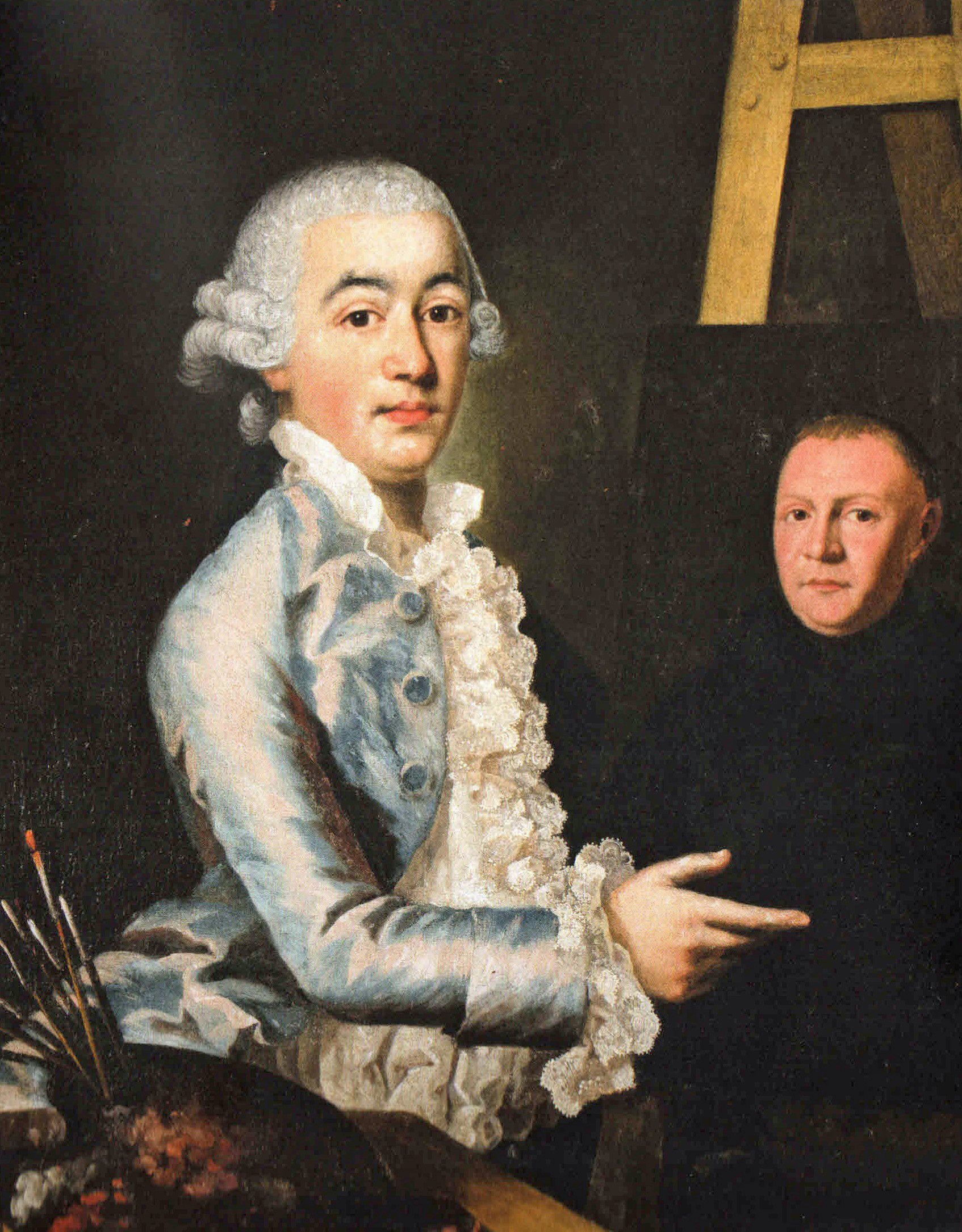
Georg Anton Abraham Urlaub auf einem Selbstbildnis

- Konrad Stürtzel (* um 1435 in Kitzingen, † 1509), Jurist und Hofkanzler unter Kaiser Maximilian I.
- Michael Lancz (* um 1470 in Kitzingen, † 1523), Maler, Lancz wirkte in der polnischen Hauptstadt Krakau.
- Thomas Zweifel (* um 1485 in Kitzingen, † 1540), Stadtschreiber, Zweifel wirkte als Schreiber und Syndikus in Rothenburg ob der Tauber und verarbeitete hier den Bauernkrieg in Form einer Quellenchronik.
- Kilian Goldstein (* 25. März 1499 in Kitzingen, † 25. Januar 1568 in Halle (Saale)), Jurist, Hochschullehrer an der Universität Halle und Politiker.
- Friedrich Bernbeck (* 1511 in Kitzingen, † 20. Januar 1570 in Kitzingen), Bürgermeister und Gestalter der Reformation in Kitzingen.
- Paul Eber (* 8. November 1511 in Kitzingen, † 10. Dezember 1569 in Wittenberg), Theologe, ab 1560 Landesbischof des Kurfürstentums Sachsen, Kirchenliederdichter und Reformator.
- Christoph Flurheim[3] (gen. 1528), Schriftsteller, Flurheim schuf mehrere Gesangbücher in deutscher Sprache.
- Johann Stössel (* 23. Juni 1524 in Kitzingen; † 18. März 1576 in Senftenberg), evangelischer Theologe und Reformator, Superintendent in Jena.
- Georg Seyfridt der Jüngere (* um 1531 in Kitzingen, † 1566 in Nördlingen), Arzt, Seyfridt wurde Leibarzt des Markgrafen Georg Friedrich I.
- Georg Besserer (* 7. Oktober 1544 in Kitzingen, † 20. April 1604 in Simmern), evangelischer Theologe, Hofprediger des Markgrafen Georg Friedrich I.
- Mathias Tinctorius (* 27./28. Oktober 1568 in Kitzingen, † 10. Mai 1632 in Hüfingen), Notar und Richter, wurde in einem Hexenprozess in Hüfingen hingerichtet.
- Michael Virdung (* 5. Juni 1575 in Kitzingen, † 28. Oktober 1637 in Altdorf bei Nürnberg), Dichter, seit 1605 hatte Virdung die Professur für Rhetorik an der Altdorfer Universität inne.
- Bartholomäus Dietwar[4] (* 7. September 1592 in Kitzingen, † 20. August 1670 in Segnitz), Pfarrer in Hofheim, Stierhöfstetten, Gnodstadt und Segnitz, Chronist des Dreißigjährigen Krieges.
- Johann Michael Fehr (* 9. Mai 1610 in Kitzingen, † 15. November 1688 in Schweinfurt), Arzt und Gründungsmitglied der Leopoldina.
- Christoph Coler[5] (* um 1572 in Kitzingen, † um 1651), Philologe und Jurist, Colerus gab unter anderem eine Ausgabe von Tacitus’ „Germania“ heraus.
- Johann Paul Codomann (* 3. September 1656 in Kitzingen, † 20. April 1716 in Kitzingen), Maler, Codomann schuf unter anderem Altarblätter für die barocke Abteikirche in Münsterschwarzach.
- Johann Konrad Brandenstein (* 1. August 1695 in Kitzingen, † 21. November 1757 in Stadtamhof), Orgelbauer, Brandenstein wirkte vor allem in der Stadt Regensburg und ihrem Umland.
- Johann Kaspar Barthel (* 10. Juni 1697 in Kitzingen, † 8. April 1771 in Würzburg), katholischer Kirchenrechtler und Hochschullehrer, Barthel wirkte als Kirchenrechtsprofessor an der Universität Würzburg.
- Johann Michael Bachmann[6] (* 2. Dezember 1699 in Kitzingen, † 23. Oktober 1757 in Würzburg), Musikschriftsteller, Sänger, Gesanglehrer und Herausgeber.
- Johann Joseph Emmert[6] (* 27. November 1732 in Kitzingen, † 20. Februar 1809 in Würzburg), Lehrer, Musiker, Komponist und Kapellmeister.
- Georg Anton Abraham Urlaub (* 31. Dezember 1744 in Kitzingen, † 31. August 1788 in Mainz), Maler, Urlaub wirkte vor allem als Porträtmaler und malte Persönlichkeiten über die Konfessionsgrenzen hinweg.
- Georg Ernst Kletten (* 13. April 1759 in Kitzingen, † 22. Oktober 1827 in Wien), Mediziner, Chirurg und Hochschullehrer an der Universität Greifswald.
- Karl Rutta[7] (* 24. Dezember 1776 in Kitzingen, † 1837 in Würzburg), Geistlicher, Mitglied des Geistlichen Rates im Hochstift Würzburg, Dompfarrer in Würzburg
- Friedrich von Greis (* 27. Mai 1779 in Kitzingen, † 6. Februar 1847 in Würzburg), Militär, Greis wirkte als Generalmajor der bayerischen Armee.
- Johann Georg Bausback (* 29. März 1780 in Kitzingen, † 1. September 1851 in Bamberg), Jurist, Bausback arbeitete in Bamberg als Gerichtsrat und veröffentlichte mehrere rechtsdidaktische Werke.
- Georg Ernst Vend[8] (* 1781 in Kitzingen, † 1831), Mediziner, Vend wirkte als Stadtphysikus von Würzburg und veröffentlichte eine Vielzahl an medizinischen Schriften.
- Joseph Heim[6] (* 1784 in Kitzingen, † nach 1862), Hofmusiker in Würzburg, Geiger und Bratschist.
- Franz von Soden (* 12. August 1790 in Kitzingen, † 17. Oktober 1869 in Nürnberg), Oberstleutnant und Historiker, Soden wirkte als Lokalhistoriker in Nürnberg.
- Michael Friedrich Reinhard (* 24. Juni 1793 in Kitzingen, † 20. April 1867 in Neustadt an der Saale), Kaufmann und Landtagsabgeordneter, Reinhard war zwischen 1849 und 1855
- Karl Ferdinand Schmauß (* 1807 in Kitzingen, † 1879), Weinhändler, Kunstsammler und Maler[9]
- Friedrich Anton Reuß (* 18. September 1810 in Kitzingen, † 4. März 1868 in Nürnberg), Arzt, Philologe und Bibliothekar, Reuß stand als Direktor der Universitätsbibliothek in Würzburg vor.
- Alexandre Laemlein (* 9. Dezember 1813 in Hohenfeld, † 27. April 1871 in Pontlevoy, Département Loir-et-Cher), Maler und Lithograf, Dozent an der École spéciale de dessin de Paris.
- Friedrich Spiegel (* 11. Juli 1820 in Kitzingen, † 15. Dezember 1905 in München), Orientalist, Iranist und Kenner des Zendavesta.
- Paul von Braun (* 16. September 1820 in Kitzingen, † 26. Februar 1892 in Speyer), kgl. bay. Staatsminister, Paul von Braun war Staatsrat und Regierungspräsident der Pfalz.
- Gustav Adolf Kleinfeller (* 22. Februar 1824 in Kitzingen, † 31. Mai 1899 in München), Lehrer und Pädagoge, Kleinfeller war Begründer des bayerischen Realschulwesens.
- August Wilhelm Kündinger[6] (* 13. Februar 1827 in Kitzingen, † 1895 in Nürnberg), Komponist und Geiger, Kündinger wirkte als Geiger in Wien und St. Petersburg, er komponierte eine Vielzahl an Stücken für verschiedene Instrumente.
- Kanut Kündinger[6] (* 11. November 1830 in Kitzingen, † 1915), Violoncellist.
- Maximilian von Höhn (* 16. August 1859 in Kitzingen, † 26. April 1936 in Starnberg), Soldat, Höhn wirkte als bayerischer General der Artillerie im Ersten Weltkrieg
- Friedrich Christian von Deuster (* 4. Juni 1861 in Kitzingen, † 16. Januar 1945 in Pischetsried), Gutsbesitzer und Politiker, Deuster war als erblicher Reichsrat Mitglied der Bayerischen Ständeversammlung.
- Julius Scheidt[10] (* 12. November 1863 in Kitzingen, † 22. August 1917 Karlsruhe), Musiker, Scheidt arbeitete als Klavierlehrer, Dirigent und Orchesterleiter in Karlsruhe.

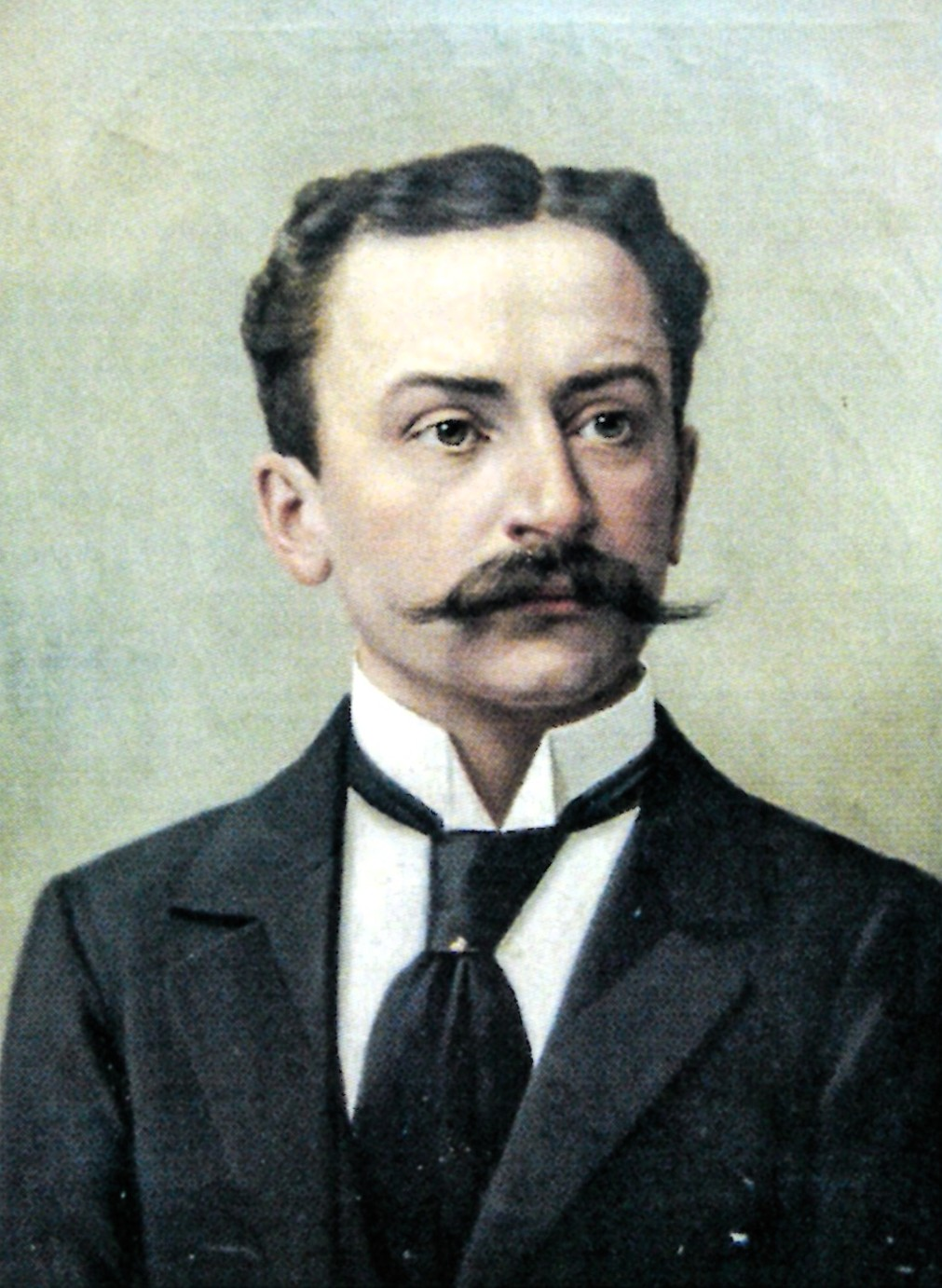
Friedrich Christian von Deuster

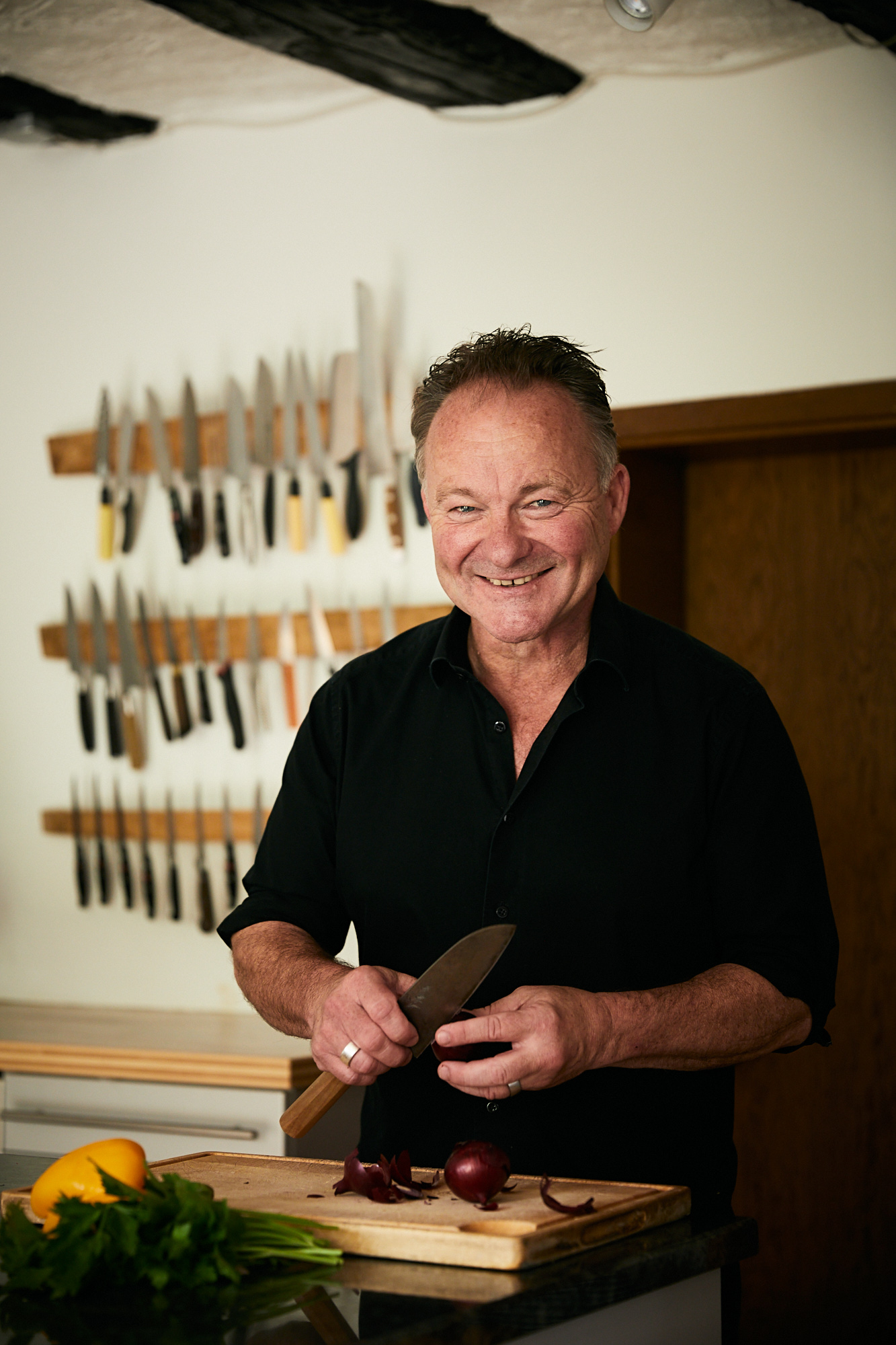
Matthias F. Mangold

- Alfred Buchner (* 12. Juli 1868 in Kitzingen, † 8. Februar 1942 in Kitzingen), Kaufmann und Heimatdichter, Buchner war der Bruder der Malerin Berta Kaiser und ist heute vor allem für seine Mundartdichtung bekannt.
- Reinhold Bauer (* 13. Februar 1871 in Kitzingen, † 12. Mai 1961 in Augsburg), Schauspieler und Inspizient, Bauer war Mitbegründer der NSDAP-Fachgruppe Schauspiel in Dresden.
- Margarethe Steinhäuser (* 29. September 1874 in Kitzingen, † 12. Mai 1955 in Offenbach am Main), Politikerin (SPD), Abgeordnete des Landtags des Volksstaates Hessen.
- Berta Kaiser (* 25. August 1875 in Kitzingen, † 7. Oktober 1962 in München), Turnierreiterin und Malerin des Impressionismus[11]
- Karl Wanderer (* 15. September 1876 in Kitzingen, † 19. November 1945 in Bad Schliersee), Geologe und Paläontologe, Wanderer wirkte als Kurator in Dresden und galt als einer der besten geowissenschaftlichen Ausstellungsgestalter seiner Zeit.
- Wilhelm Riedner (* 4. November 1877 in Kitzingen, † 1954 in München), Bibliothekar und Historiker,  Bibliotheksdirektor der Technischen Hochschule München.
- August Eberlein[12] (* 1877 in Kitzingen, † 1949 in Sarajevo), Lehrer und Soldat, Eberlein war Sicherheitschef der bayerischen Regierung während deren verfassungsgebender Versammlung in Bamberg.
- Fritz Fromm[13] (* 1879 in Kitzingen, † nach 1932), Filmproduzent.
- Wilhelm Widder (* 1879 in Kitzingen, † 1954 in Würzburg), Schriftsteller und Mundartdichter[14]
- Olga Pöhlmann (geboren am 21. April 1880 in Kitzingen, gestorben 17. Mai 1969 in Nürnberg), Redakteurin und Autorin, Pöhlmann schuf Kinder- und Jugendbücher sowie Romane.
- Albert Klein (* 31. Dezember 1881 in Kitzingen, † 1962), Unternehmer, Kommerzienrat, Klein war in mehreren Holzhandelsunternehmen tätig.
- Emil Höchstädter (* 31. Januar 1881 in Kitzingen, † 6. Dezember 1961 in Würzburg), Jurist, Landgerichtspräsident des Landgerichts Bayreuth.
- Erwin Poeschel (* 23. Juli 1884 in Kitzingen, † 21. Juli 1965 in Kilchberg ZH), Kunsthistoriker, 1927 Mitbegründer des Schweizer Burgenvereins.
- Julius Zießler (* 18. Oktober 1887 in Kitzingen, † 2. September 1950 in Weißensee), Landrat, Zießler amtierte als Landrat des Landkreises Nürnberg.
- Wolf Meyer-Erlach (* 21. September 1891 in Kitzingen, † 15. November 1982 in Idstein), evangelischer Theologe, Hochschullehrer und Universitätsrektor der Deutschen Christen
- Paul Schattenmann (* 6. Februar 1892 in Hohenfeld, † 28. November 1967 in Nürnberg), evangelisch-lutherischer Theologe.
- Otto Basler (* 8. Mai 1892 in Kitzingen, † 28. Mai 1975 in Freiburg im Breisgau), Germanist, Volkskundler, Sprachforscher, Professor für Deutsche Philologie und Volkskunde an der Universität München.
- Gottlob Müller (* 17. März 1895 in Kitzingen, † 28. April 1945 in Berlin-Gatow), General, Offizier in der Luftwaffe der Wehrmacht
- Hanns Rupp (* 7. Juli 1898 in Kitzingen, † 1. August 1971 in Mainstockheim), Schriftsteller und Lehrer, Rupp wirkte vor allem Mundartdichter.
- Martin Stiebel (* 2. Februar 1899 in Kitzingen, † 9. April 1934 im KZ Dachau), Kommunist, NS-Opfer
- Hans Hörner (* 5. März 1900 in Kitzingen, † 22. Dezember 1960 in München), Gärtner und Politiker, Gärtner war Vizepräsident des bayerischen Senats.
- Oskar Schad (* 26. Juni 1904 in Kitzingen, † 10. März 1978), Kommunalpolitiker (CSU), Landrat des Landkreises Kitzingen und Bezirkstagspräsident von Unterfranken.
- Herbert Fromm[15] (geb. 1905 in Kitzingen, gest. 1955), Komponist.
- Engelbert Bach[4] (* 7. April 1929 in Kitzingen, † 4. November 1999 in Kitzingen), Polsterer und Mundartdichter, Bach schrieb vor allem Gedichte im Dialekt seiner Heimatstadt.
- Hanns-Martin Schneidt (* 6. Dezember 1930 in Kitzingen, † 28. Mai 2018 bei München), Dirigent und Musiker, Schneidt wirkte als Cembalist und war Leiter des Münchener Bach-Chores.
- Michael A. Roth (* 13. August 1935 in Kitzingen), Unternehmer und ehemaliger Fußball-Funktionär, Roth war bis 2009 Präsident des 1. FC Nürnberg.
- Rosmarie Waldrop (* 24. August 1935 in Kitzingen), deutsch-US-amerikanische Poetin, Übersetzerin und Verlegerin, Waldrop übersetzte die Werke von Paul Celan, Friederike Mayröcker und anderer ins amerikanische Englisch.
- Walter Poganietz[16] (* 1938 in Kitzingen), Kaufmann, Gründer des Conditorei-Museums, Kulturpreis der Stadt Kitzingen 2010.
- Helga Walter (* 1938 in Etwashausen), Orientalistin, Politikwissenschaftlerin, Walter wirkte zwischen 1981 und 2001 als Stadtarchivarin und Leiterin des Städtischen Museums in Kitzingen
- Manfred Vogel[17] (* 1942 in Kitzingen), Übersetzer und Schriftsteller.
- Ulf Hoelscher (* 17. Januar 1942 in Kitzingen), Violinist und Geigenpädagoge, Hoelscher erhielt 1975 einen Grammy in der Kategorie Bester Album-Begleittext – Klassische Musik.
- Gerhard Otto Doderer (* 25. März 1944 in Kitzingen), Musikwissenschaftler und Hochschullehrer, Doderer wirkte zwischen 1982 und 2008 als Professor an der Universidade Nova de Lisboa.
- Gerhard O. Braun (* 7. November 1944 in Kitzingen), Geograph
- Michael Schneeberger[4] (geb. 6. April 1949, gest. 13. Oktober 2014), Heimat- und Familienforscher, Schneeberger war der Begründer des Fördervereins Ehemalige Synagoge Kitzingen a. M., durch die der Wiederaufbau der Neuen Synagoge vorangetrieben wurde.
- Erich Schneider (* 8. November 1954 in Kitzingen), Kunsthistoriker und Museologe, Leiter des Museums für Franken in Würzburg.
- Heidi Busch (* 18. April 1955 in Kitzingen), Politikerin (CDU), Mitglied des Landtags von Nordrhein-Westfalen.
- Siegfried Müller (* 11. November 1955 in Kitzingen), Politiker, Oberbürgermeister der Stadt Kitzingen.
- Matthias F. Mangold (* 5. Mai 1962 in Kitzingen), Journalist, Autor, Weintester und Betreiber einer Koch- und Weinschule in der Pfalz.
- Hans Roland Dürr (* 1964 in Kitzingen), Mediziner und Hochschullehrer,  Professor für Orthopädie an der Ludwig-Maximilians-Universität München.
- Wolfram Rupperti (* 1967 in Kitzingen), Schauspieler.
- Karin Müller (* 8. September 1967 in Kitzingen), Schriftstellerin, Müller schreibt Kinder- und Jugendbücher sowie Ratgeber über Tierkommunikation.
- Richard Keppner (* in Repperndorf, † 1970)[18], Kommunalpolitiker, Keppner wirkte von 1952 bis 1970 als stellvertretender Landrat des Landkreises Kitzingen.
- Ute Baum (* 1970 in Kitzingen), Opernsängerin (Sopran), Hauptrolle als Erstbesetzung im Phantom der Oper am Musical-Theater in Basel.
- Nicolas Matthews (* 1992 in Kitzingen), Schauspieler und Hörspielsprecher
- Tim Latteier (* 20. Mai 2000 in Kitzingen), Fußballspieler
- Devin Angleberger (* 5. März 2003 in Kitzingen), Fußballspieler

### Ehrenbürger
Die Liste ist nach dem Datum der Verleihung der Ehrenbürgerschaft geordnet, bei unklaren Daten wurde auf das Sterbedatum des Ehrenbürgers Bezug genommen. Die Stadt Kitzingen zeichnete zwischen 1837 und 2002 insgesamt 23 Personen mit der Ehrenbürgerwürde aus, während die ehemals selbstständigen Gemeinden, die in den 1970er Jahren zu Ortsteilen umgewandelt wurden, insgesamt weitere Ehrenbürger ernannten. Zumeist wurden verdiente Honoratioren der jeweiligen Ortschaft gewürdigt, mit Abstand am meisten erhielten Bürgermeister und Pfarrer bzw. Geistliche die Ehrenbürgerschaft.

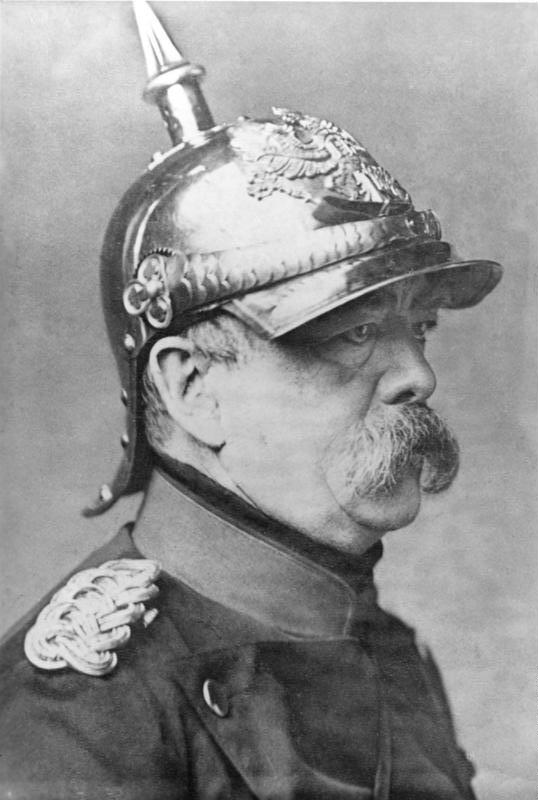
Otto von Bismarck

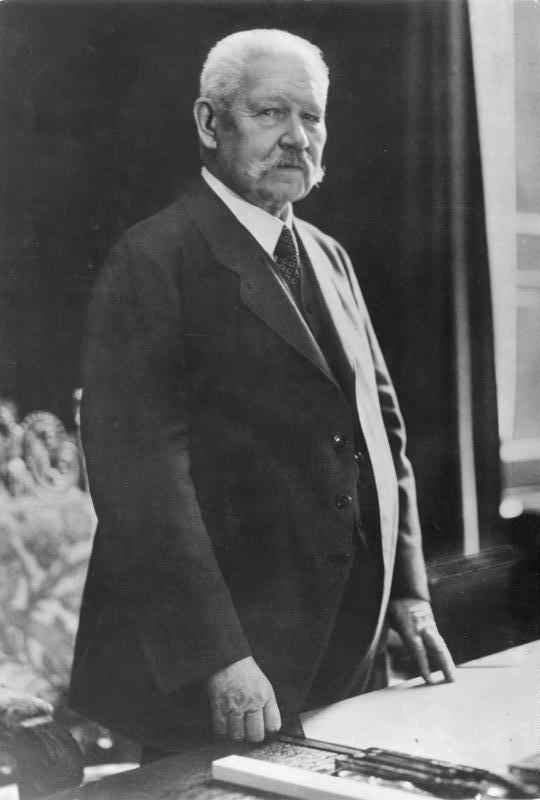
Paul von Hindenburg

- Albert Welz[19][4] (* 1768, † 1838 in Kitzingen, Verleihung 1. Juni 1837), Bürgermeister von Juli 1818 bis Juni 1827, Stadtkämmerer, Welz erhielt die Auszeichnungen, weil er als Stadtkämmerer besondere Bedeutung für die Sanierung der städtischen Finanzen hatte.
- Karl Anton Axt[19][4] (* 1783 in Marktheidenfeld, † 1852 in Kitzingen, Verleihung 1. Juni 1837), Bürgermeister von 1845 bis 1850, Axt erwarb sich als Spitalverwalter besondere Verdienste um die Alten und Kranken der Stadt.
- Karl Friedrich Ulrich[19][4] (auch Friedrich Carl Ullrich, * 1791 in Heilgersdorf, † 1846 in Kitzingen, Verleihung 1. Juni 1837), Bürgermeister von Januar 1839 bis Januar 1845, Ulrich erhielt das Bürgerrecht, weil er die Wirtschaft der Stadt gefördert hatte.
- Friedrich Anton Reuß[19][4] (* 1810 in Kitzingen, † 1868 in Würzburg, Verleihung 19. Februar 1840), Mediziner, Außerordentlicher Professor für Altdeutsche Sprache in Würzburg, Reuß erhielt das Ehrenbürgerrecht für die freiwillige Sichtung der ungeordneten städtischen Archivalien und der damit einhergehenden Rettung zahlreicher historischer Schriften, Urkunden und Briefe.
- Joseph Feller[19][4] (Verleihung 25. August 1841), Landrichter in Kitzingen, Feller wurde für seine gute Zusammenarbeit mit den königlichen Beamten und der Stadtverwaltung ausgezeichnet.
- Joachim Albert Lotz[19][4] (Verleihung 25. August 1841), königlicher Rentamtmann, Lotz wurde für seine gute Zusammenarbeit mit den königlichen Beamten und der Stadtverwaltung ausgezeichnet.
- Anton Ruland[19][4] (* 1809 in Würzburg, † 1874 in München, Verleihung 5. November 1862), Pfarrer und Bibliothekar, Mitglieder der Abgeordnetenkammer im Bayerischen Landtag, Ruland wirkte als Kaplan in Kitzingen und wurde für seine Bemühungen um den Bau der Eisenbahnlinie ausgezeichnet.
- Michael Henke[19][4] (* 1802 in Kitzingen, † 1885, Verleihung 18. Juni 1883), Bezirksarzt in Kitzingen ab 1862, Henke wurde aus Anlass seines 50-jährigen Dienstjubiläums mit der Ehrenbürgerwürde ausgezeichnet und erhielt außerdem die Goldene Ehrenmünze des Ludwigordens von König Ludwig II. von Bayern
- Otto von Bismarck[19][4] (* 1815 in Schönhausen, † 1898 in Friedrichsruh, Verleihung 28. Februar 1895), Reichskanzler des Deutschen Kaiserreichs, Bismarck bekam die Ehrenbürgerwürde der Stadt Kitzingen zum 80. Geburtstag verliehen.
- Ferdinand Sertorius[19][4] (* 1839 in Neuendettelsau, † 1907 in Kitzingen, Verleihung 17. Januar 1906), Bürgermeister von 1882 bis 1907, Sertorius erhielt das Ehrenbürgerrecht wegen seiner Verdienste um die Entwicklung und das Wohl der Stadt.
- Friedrich von Deuster[19][4] (* 1836 in Kitzingen, † 1911 in Ditterswald), Landrat und bis 1908 Vorstand des Gemeindekollegiums, Deuster wurde für sein Engagement im Gemeinwesen ausgezeichnet, wobei er maßgeblich an der Ansiedlung einer Garnison in Kitzingen beteiligt gewesen ist.
- Wilhelm Schuster[19][4] (* 1854 in Neuburg, † 1929 in Kitzingen, Verleihung 10. Februar 1924), 1881 bis 1927 Leiter des städtischen Krankenhauses, königl. Hofrat, Schuster erhielt das Ehrenbürgerrecht als Anerkennung für die Aufopferung und uneigennützige Pflichttreue geleisteter Dienste verliehen.
- Paul von Hindenburg[19][4] (* 1847 in Posen, † 1934 in Gut Neudeck, Verleihung 2. Oktober 1927), Reichspräsident der Weimarer Republik, Hindenburg erhielt aus Anlass seines 80. Geburtstages die Ehrenbürgerwürde von Kitzingen verliehen.
- Otto Hellmuth[19][4] (* 1896 in Markt Einersheim, † 1967 in Reutlingen, Verleihung 2. Mai 1934, aberkannt im Mai 1945), Politiker (NSDAP), Gauleiter von Mainfranken, Helmuth erhielt die Ehrenbürgerwürde wegen der Hinführung Unterfrankens zum Nationalsozialismus.
- Adolf Hitler[19][4] (* 1889 in Braunau am Inn, † 1945 in Berlin, Verleihung 26. April 1933, aberkannt im Mai 1945), Reichskanzler und Reichspräsident, Hitler erhielt nach der Machtübernahme der Nationalsozialisten als vorauseilende Ehrbezeugung die Ehrenbürgerwürde in vielen deutschen Städten verliehen.
- Siegfried Wilke[19][4] (* 1891 in Hellmitzheim, † 1969 in Kitzingen, Verleihung 24. April 1961, aberkannt im Oktober 2021), Bürgermeister von 1930 bis 1945, Oberbürgermeister 1952 bis 1958, Wilke erhielt anlässlich seines 70. Geburtstages die Ehrenbürgerwürde, sie wurde ihm aufgrund seiner Verwicklungen in die Judenverfolgung während der Zeit des Nationalsozialismus im Jahr 2021 wieder aberkannt.
- Rudolf Schardt[19][4] (* 1927 in Kitzingen, † 2019 in Kitzingen, Verleihung 31. Oktober 1991), Bürgermeister von 1967 bis 1991, Schardt wurde zu seiner Verabschiedung als Oberbürgermeister zum Ehrenbürger der Stadt Kitzingen ernannt.
- Massimo Gregorini[19][4] (Verleihung 18. Juni 1994), bis 1993 amtierender Bürgermeister der Kitzinger Partnerstadt Montevarchi, Gregorini wurde wegen seiner besonderen Verdienste um die Städtepartnerschaft mit der Stadt Kitzingen als erstem Ausländer die Ehrenbürgerwürde verliehen.
- Hans-Joachim Schumacher[19][4] (* 1926, † 2017, Verleihung 4. Oktober 2002), 1952 bis 1985 Präsident der von ihm mitgegründeten Kitzinger Karnevalsgesellschaft, Vorstandsmitglied im Bund Deutscher Karneval, lange Zeit Leiter des Deutschen Fastnachtmuseums, Schumacher erhielt die Auszeichnung wegen seines unermüdlichen und ehrenamtlichen Engagements im kulturellen und fastnachtlichen Bereich.

### Mit Kitzingen verbunden
In die Liste aufgenommen wurden Persönlichkeiten, die in der Stadt selbst oder ihren Ortsteilen herausragend wirkten oder die mit ihr auf die eine oder andere Art und Weise verbunden sind. Herrschergestalten wurden nur verzeichnet, wenn sie Kitzingen und die Ortsteile besonders förderten. In neuerer Zeit überwiegen Personen, die zwar nicht in Kitzingen geboren wurden, aber hier aufwuchsen. In der Liste nicht verzeichnet sind die meisten Geistlichen aus Kitzingen und den Gemeindeteilen. Die Pfarrer der Stadt und der heutigen Stadtteile sind in den Listen der jeweiligen Pfarrkirchen vermerkt. Die Äbtissinnen des Benediktinerinnenkloster sind nur bei besonderer Bedeutung für die jeweilige Institution hier vermerkt (vollständige Liste siehe: Benediktinerinnenkloster Kitzingen#Äbtissinnen).
Nicht aufgenommen wurden ebenso die Künstler und Baumeister, die insbesondere die Sakralbauten auf dem Stadtgebiet ausschmückten. Zu nennen sind hier (alphabetisch geordnet) Julius Bausenwein, Materno Bossi, Johann Adam Brandenstein, Johann Paul Codomann, Karl Czudnochowsky, Jacques Gassmann, Joseph Greissing, Adam Kraft, Curd Lessig, Matthäus Merian, Johann Georg Neßtfell, Balthasar Neumann, Oswald Onghers, Antonio Petrini, Tilman Riemenschneider, Richard Rother, Johann Baptist Ruel, Hans Schädel, Josef Schmitz, Johannes Schreiter, Otto Sonnleitner, Theophil Steinbrenner, Georg Christian Urlaub, Johann Peter Wagner, Reiner Wirl.

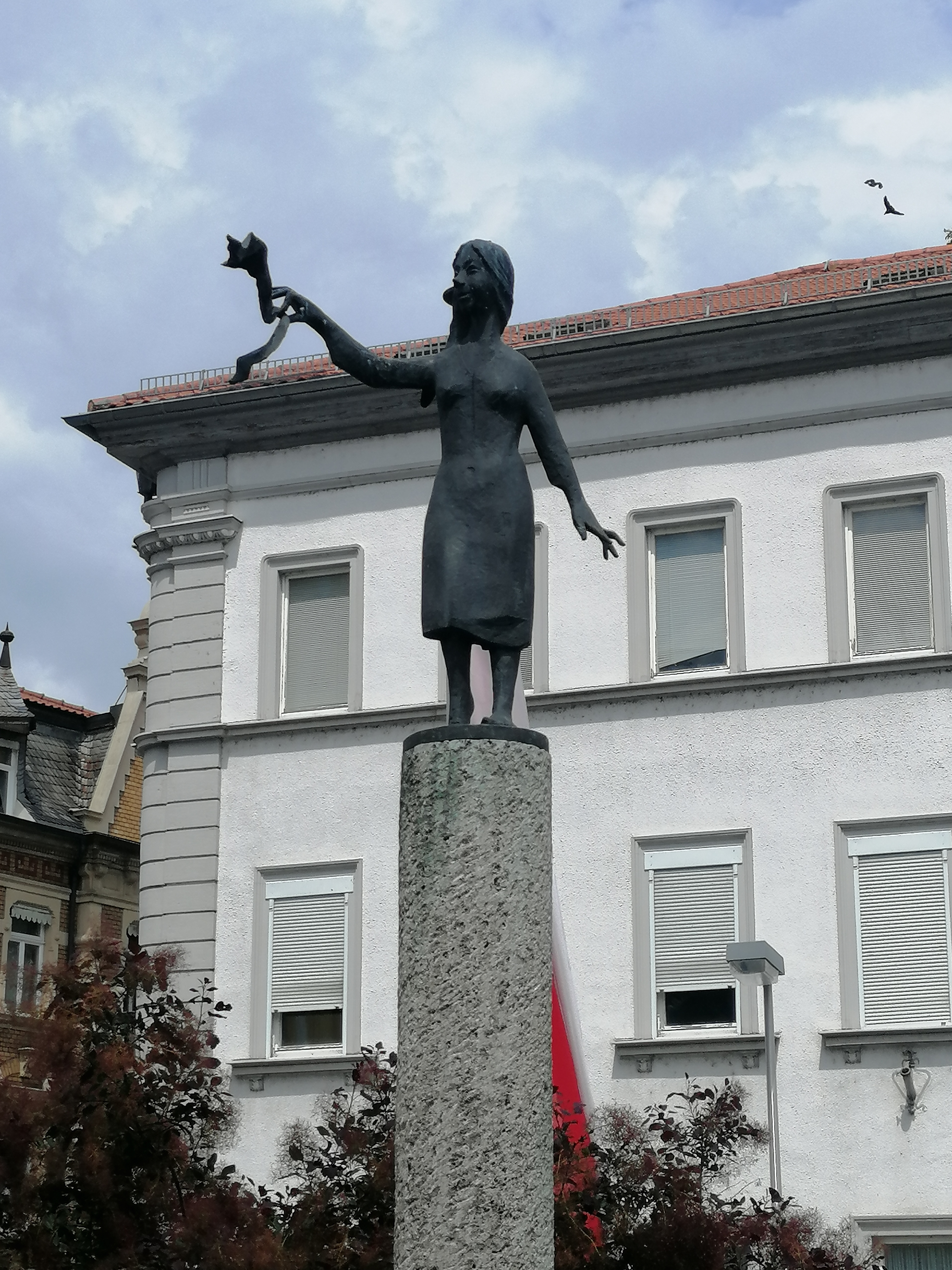
Hadeloga, moderne Interpretation als Brunnenfigur

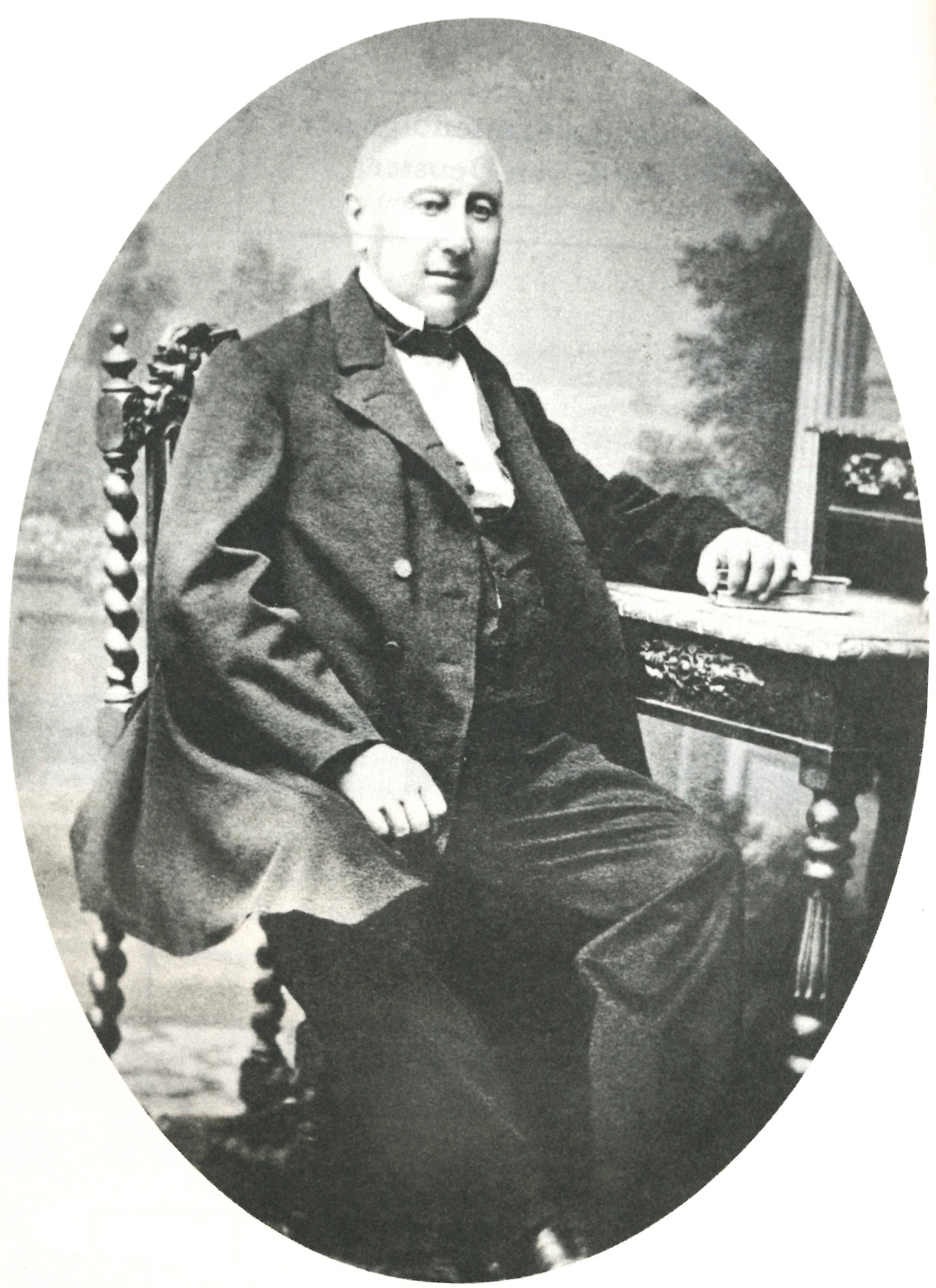
Carl Otto Deuster

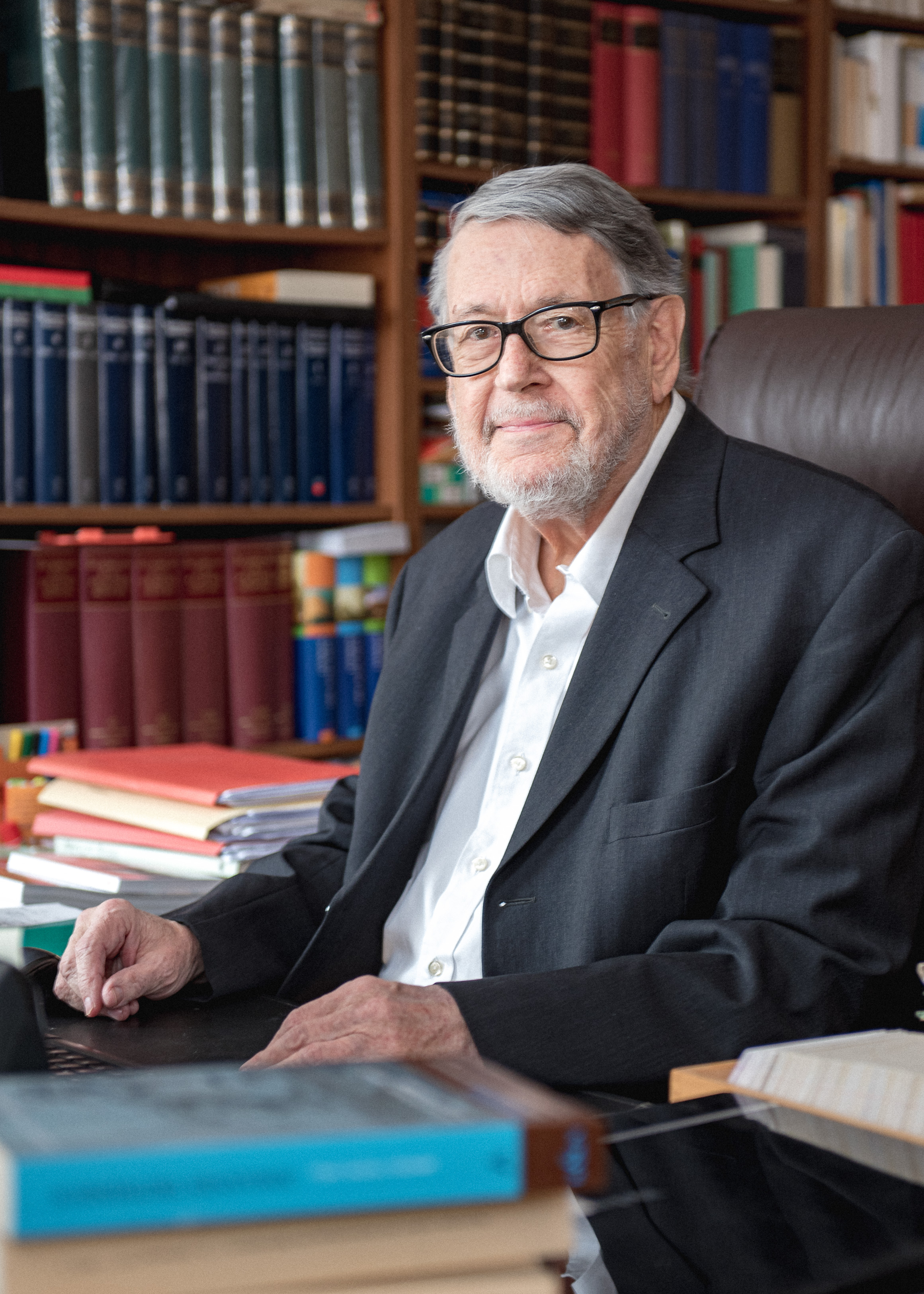
Klaus Arnold

- Hadeloga von Kitzingen († 750), erste, legendäre Äbtissin des Benediktinerinnenklosters Kitzingen
- Thekla von Kitzingen (unbekannt–um 790), Äbtissin im 8. Jahrhundert, Heilige
- Hedwig von Andechs (1174–1243), Heilige, Herzogin von Schlesien, wurde als Kind im Benediktinerinnenkloster Kitzingen erzogen
- Elisabeth von Thüringen (1207–1231), Ehefrau des Grafen Ludwig IV. (Thüringen), Heilige, Patronin von Thüringen und Hessen, wurde als Kind im Benediktinerinnenkloster Kitzingen erzogen
- Mechthild von Andechs († 1254), Äbtissin 1214–1254
- Konrad Groß († 1356), Reichsschultheiß in Nürnberg, Stifter des Spitals in Kitzingen
- Magdalena von Leonrod († 1486), Äbtissin 1472–1486
- Ladislaus Sunthaym (um 1440–1512/1513), Humanist, Historiker und Geograph, Verfasser der ersten Beschreibung der Stadt Kitzingen um 1500
- Kasimir von Brandenburg-Kulmbach (1481–1527), Markgraf, Kasimir ließ die Rädelsführer des Deutschen Bauernkriegs in Kitzingen blenden, was ihm den Beinamen „Bluthund“ einbrachte.
- Georg Seyfridt der Ältere (um 1502–um 1545), Arzt und Astronom
- Albrecht II. Alcibiades von Brandenburg-Kulmbach (1522–1557), Markgraf, Albrecht Alcibiades floh nach der Niederlage bei Schwarzach im Zweiten Markgrafenkrieg über Kitzingen nach Uffenheim
- Georg Meder (1536–1599), Dichter und Astronom, Meder lebte ab 1578 in Kitzingen und verfasste hier seine Werke, er starb in Kitzingen
- Georg Friedrich I. von Brandenburg-Ansbach-Kulmbach (1539–1603), Markgraf, Georg Friedrich I. ließ das Benediktinerinnenkloster in der Stadt auflösen.
- Matthias Eckstein[6] (vor 1565–1587), Orgelbauer, Eckstein schuf unter anderem Instrumente in Sömmerda und Münsterschwarzach, er starb in Kitzingen
- Salomon Codomann (1590–1637), lutherischer Geistlicher und Schriftsteller, Codomann verfasste 1628 die „Topographiae Kitzingae“.
- Johann Rudolph Glauber (1604–1670), Apotheker und Chemiker, einer der Wegbereiter der modernen Chemie, Gründer der Löwenapotheke in Kitzingen
- Johann Philipp von Schönborn (1605–1673), Fürstbischof von Würzburg, Johann Philipp von Schönborn siedelte in Kitzingen ein Ursulinnenkloster an
- Johann Klaj[6] (1616–1656), Pfarrer und Musikdichter, Klaj wurde im Jahr 1650 Pfarrer in Kitzingen und starb in der Stadt
- Hans Andreas Reuschel[6] (1649–1686), Orgelbauer, Reuschel wirkte zuletzt in Franken, unter anderem in Buchbrunn, Dimbach, Frickenhausen und Schlüsselfeld, er arbeitete und starb in Kitzingen.
- Johann Adam Brandenstein (1657–1726), Orgelbauer, lebte mehrere Jahre in Kitzingen, starb in der Stadt
- Friedrich Karl von Schönborn-Buchheim (1674–1746), Fürstbischof von Würzburg, Friedrich Karl förderte die Stadt Kitzingen durch die Anlage eines Hafens am Main.
- Johann Daniel Sander[4] (1680–1731), Weinhändler, Sander gründete die Weinhandlung „H. Sander & Co.“, die geteilt bis 1893 bzw. 1940 Bestand hatte.
- Johann Doser (um 1688–1746), Bildhauer, Doser lebte seit 1716 in Kitzingen und unterhielt hier bis zu seinem Tod seine Werkstatt
- Albert Daniel Mercklein (1694–1752), evangelisch-lutherischer Pfarrer, Mathematiker und Physiker, er wirkte und starb in Sickershausen.
- Johann Steuerwald (um 1730–1790), Bildhauer, lebte mehrere Jahre in Kitzingen, starb in der Stadt
- Reiner Wirl († 1763), Bildhauer, lebte seit 1738 in Kitzingen, starb in der Stadt
- Christian Gottfried Daniel Nees von Esenbeck (1776–1858), Botaniker und Naturphilosoph, lebte und forschte viele Jahre in Sickershausen
- Carl Otto Deuster (1800–1877), Gutsbesitzer und Politiker, Deuster galt als einer der reichsten Weinhändler der Stadt
- Ernst Friedrich Berger (1814–1853), Botaniker,  gründete und leitete ab 1847 eine Pflanzen-Tausch- und Verkaufsanstalt in Sickershausen
- Andreas Schmiedel[4] (1829–1882), Bürgermeister, Schmiedel forcierte den Bahnanschluss der Stadt, Straßenname Schmiedelstraße
- Ludwig Bauer (1832–1910), Pädagoge und Schriftsteller, Bauer wirkte zwischen 1868 und 1871 als Lehrer in Kitzingen
- Carl Oskar von Deuster (1835–1904), Gutsbesitzer und Politiker, Deuster trat als Stifter für die Stadt auf und galt als einer der reichsten Einwohner der Stadt
- Alois Geistbeck (1853–1925), Geograph und Schulbuchautor, Geistbeck unterrichtete zwischen 1906 und 1919 an der Oberrealschule Kitzingen
- Frida von Soden[4] (1860–1933), Diakonisse, Leiterin der Handarbeits- und Industrieschule, Name Seniorenheim „Sodenheim“
- Michael Korbacher[4] (1861–1943), Maurer und Ziegler, Korbachers Betrieb ließ viele Villen und ganze Straßenzüge im Süden der Kitzinger Altstadt errichten.
- Friedrich Hiller (1861–1947), Pfarrer und Schriftsteller, Hiller wuchs in Repperndorf auf.
- Richard Krieger (1876–1960), Chirurg und SS-Arzt, Krieger war der Sohn des Kitzinger Arztes Kaspar Krieger.
- Heinrich Fehrer (1880–1956), Unternehmer, Fehrer gründete in Kitzingen ein bedeutendes Zulieferunternehmen für die Automobilindustrie
- Armin Knab (1881–1951), deutscher Komponist, Musiker und Jurist
- Anselm Caliz[4] (1882–1964), erster Siedler auf dem Gebiet des heutigen Stadtteils Siedlung
- Carl Schadewitz[6] (1887–1945), Komponist, Musikwissenschaftler und Dirigent, lebte zuletzt in Repperndorf und starb auch im Ort.
- Alfons Pfrenzinger (1887–1950), Lehrer und Heimatforscher, Pfrenzinger war Lehrer am Kitzinger Gymnasium und veröffentlichte mehrere Bücher zur Stadtgeschichte
- Bella Fromm (1890–1972), Journalistin und Schriftstellerin
- Richard Wildhagen[4] (1890–1981), Bonbonfabrikant, er gründete die „A. Wildhagen & Co. Bonbonfabrik Kitzingen“
- Ernst Kemmeter (1898–1981), Gymnasiallehrer, Germanist und Regionalhistoriker, Kemmeter wirkte als Lehrer am Gymnasium und war später als Stadtarchivar und Leiter des Städtischen Museums tätig
- Ernst Unbehauen (1899–1980), Maler, lebte nach 1945 zeitweise in Wiesentheid und Kitzingen
- Albin Abschütz[20] (1901–1967), Lehrer und Schulrat, Abschütz organisierte die Umwandlung der Konfessionsschulen zu Verbandschulen mit.
- Gerd Münzberg (1902–1994), Jurist und Komponist, Münzberg arbeitete ab 1949 am Kitzinger Amtsgericht und starb in der Stadt
- Hans Krauß (1903–1981), Fußballspieler und -trainer, Krauß trainierte in der Saison 1948/49 die Mannschaft des FC Bayern Kitzingen.
- Andreas Pampuch (1903–1983), Bezirksoberverwaltungsrat und Heimatpfleger
- A. Artur Kuhnert (1905–1958), Drehbuchautor und Schriftsteller, Kuhnert starb in Hohenfeld.
- Steffi Pawlowski (1905–nach 1967), Schriftstellerin, Pawlowski zog nach dem Zweiten Weltkrieg nach Hoheim und lebte mit ihrer Familie am Klettenberg
- Werner Brockmann (1908–vermisst 1943), Pfarrer und Mitglied der Bekennenden Kirche, ab 1937 Pfarrer in Sickershausen
- Hellmuth Otto Engelhardt (1909–?), Lyriker, lebte ab 1945 in Kitzingen
- Friedrich Georg Städtler[6] (1920–1983), Organist, Pianist, Dirigent und Komponist
- Walter Opp (1931–2022), Organist und Kirchenmusiker, Opp wirkte in den 1950er Jahren als Kirchenmusiker in Kitzingen.
- Keith Waldrop (1932–2023), Dichter, Schriftsteller, Übersetzer und Hochschullehrer, Waldrop, Ehemann von Rosmarie Waldrop, war in den 1950er Jahren als US-Soldat in Kitzingen stationiert.
- Barbara Wachter[21] (* 1940), Fotografin, Sportlerin und Trainerin, Wachter gewann mehrere Wettkämpfe im Radfahren und Schwimmen, die Stadt Kitzingen stiftete den Barbara-Wachter-Preis für herausragende Leistungen auf dem Gebiet des Sports.
- Karlheinz Heinzmann (1941–2018), Unternehmer, Heinzmann gründete in Kitzingen eine Rollladen-Fabrik
- Klaus Arnold (1942–2023), Historiker, Arnold lebte in Kitzingen, ihm wurde 2007 der Kulturpreis der Stadt verliehen
- Hermann Seidl (1958–2018), Musiker, Komponist
- Klaus Ott (* 1959), Journalist, Ott wuchs in Kitzingen auf
- Marika Heinlein (* 1962), Langstrecken- und Ultraläuferin, Heinlein trat jahrelang für die TSG Kitzingen bei verschiedenen Laufveranstaltungen an.